# Magyar Elektronikus Könyvtár
A Magyar Elektronikus Könyvtár (rövidítve MEK) „az ország legrégebbi digitális könyvtára”, ingyenes internetes szolgáltatás. 1994-ben indult, látogatóinak száma 2002-re havi 60-70 ezerre nőtt. 2017. szeptember 7-es adat szerint 16852 letölthető dokumentumot tartalmazott, 2022 januárjára ez a szám meghaladta a 22 200 darabot, és ez a dokumentummennyiség havonta kb. 100-150-nel nő.

## Ismertetése
A MEK-ben csak magyar nyelvű vagy magyar, ill. közép-európai vonatkozású, tudományos, oktatási vagy kulturális célokra használható dokumentumok kapnak helyet: elsősorban szöveges művek (beleértve a hangoskönyveket is). Gyűjtik továbbá az elektronikus újságokat és folyóiratokat, valamint egyéb, könyvtári szempontból érdekes információforrások, szolgáltatások és dokumentumok címeit is. Hazánkban élenjáró fejlesztéseket végeznek az e-könyvtárak technológiájának kialakításában: ilyen például a vakok számára elérhetővé tett VMEK felület kifejlesztése, az URN azonosítók meghonosítása, a metaadatok nyilvántartására alkalmas ingyenes eleMEK rendszer ill. egy Dublin Core generátor kidolgozása, továbbá a tématérkép technológia könyvtári alkalmazása.
A gyűjtemény gyarapodása sokféle forrásból származik, az önkéntes digitalizálók mellett közvetlenül a szerzőktől és a kiadóktól is érkeznek könyvek, és internetre tesznek korábban CD-ROM-on kiadott terjedelmesebb műveket is, valamint az OSZK-ban indított Hungarológiai Alapkönyvtár Digitalizálási Program keretében elkészült szövegeket is szolgáltatják. Külön hangsúlyt fektetnek az Internet magyar oldalain levő értékes kulturális tartalom digitális megőrzésére, igyekeznek összegyűjteni és saját szerveren, metaadatokkal ellátva, hosszú távra archiválni ezeket az állományokat. A formátumok között szerepel az epub, a mobi és a prc is.

## Története
Drótos László könyvtáros 1993-ban kezdeményezte a MEK megalapítását, és Moldován Istvánnal „hobbiból” kezdték el gyűjteni az anyagot a magyar kibertérből egy Gopher szerver alá. Egy évre rá a Nemzeti Információs Infrastruktúra Fejlesztési Program elindította a MEK projektet Kokas Károly irányításával, és 1995 elején az NIIF gépén kezdődhetett el a központi MEK szolgáltatás építése egy Gopher szerverre alapozva. 1998-ban alapították meg a MEK Egyesületet.
1999 szeptemberétől már az Országos Széchényi Könyvtár (OSZK) adott otthont a MEK projektnek, és ehhez kapcsolódóan az OSZK-ban létrejött egy kétfős önálló osztály. Ugyanebben az évben megalakult a MEK-et támogató egyesület, amelyet 2000-ben Magyar Elektronikus Könyvtárért Egyesület néven jegyeztek be. 2000-ben a MEK alapításában szerepet játszó Drótos László (ME), Moldován István (OSZK) és Kokas Károly (SZTE) megosztott Kalmár-díjat kaptak.
Az új, fejlettebb könyvtári rendszer és kezelőfelület kialakítása, s ezzel párhuzamosan az Elektronikus Periodika Archívum építése 2003-ban indult el, immár saját szerveren. A folyamatos gyarapodás eredményeképpen 2007 júliusában felkerült az ötezredik katalogizált dokumentum: válogatás Kossuth Lajos irataiból.
2008 novemberétől a MEK gyűjteményének nagy része az Európai Digitális Könyvtáron keresztül is elérhetővé vált; decemberben pedig Drótos László és Moldován István az eFestival 2008 életműdíját vehették át a MEK létrehozásáért.
2024 januárjában megújult a MEK honlapja, bemutatkozott az ún. 2.1 verzió.